# FK Novokoeznetsk
FK Novokoeznetsk, (Russisch: ФК Новокузнецк) is een Russische voetbalclub uit Novokoeznetsk in het zuiden van het land. 

## Geschiedenis
De club werd opgericht in 1937. Ten tijde van de Sovjet-Unie was de club voornamelijk actief in de Vtoraja Liga, de derde klasse. Na de onafhankelijkheid van Rusland ging de club in de nieuwe tweede klasse van start. Nadat deze werd teruggebracht naar één reeks speelde de club vanaf 1994 in de tweede divisie, de derde klasse. Van 1998 tot 2000 werd de club kampioen, maar pas na de titel in 2002 konden ze terug promoveren naar de eerste divisie. Na drie seizoenen degradeerde de club, maar kon wel na één seizoen terugkeren. Na een nieuwe degradatie in 2008 duurde het tot 2012 vooraleer de club opnieuw promotie kon afdwingen. Tijdens het seizoen 2012/13 moest de club de competitie verlaten wegens financiële problemen en ging verder in de tweede divisie, echter in 2016 moest de club zich ook hier terugtrekken. 

## Naamswijzigingen
- 1937—1938, 1949, 1957—1961 — Metalloerg Stalinsk
- 1946 — Metalloerg Vostoka Stalinsk
- 1965—1971, 1982—1994, 1998—2000, 2014—2015 — Metalloerg Novokoeznetsk
- 1980—1981 — Zapsibovets Novokoeznetsk
- 1995—1997, 2001—2002 — Metalloerg-Zapsib Novokoeznetsk
- 2003—2013 — Metalloerg-Koezbass Novokoeznetsk
- 2013—2015 — Koezbass Novokoeznetsk
- 2015-???? — FK Novokoeznetsk